# 三恵の大ケヤキ

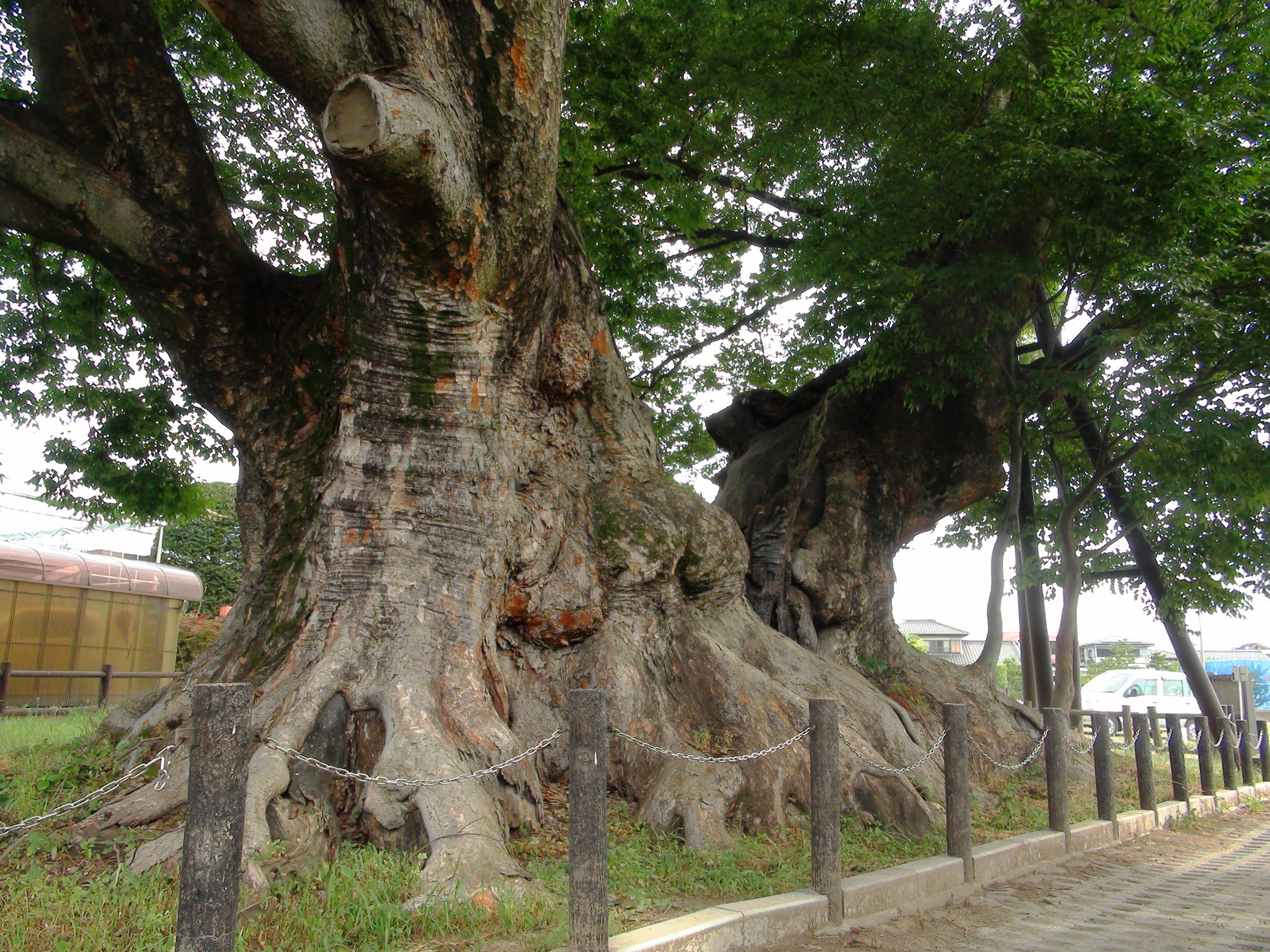
三恵の大ケヤキ（2011年7月撮影）

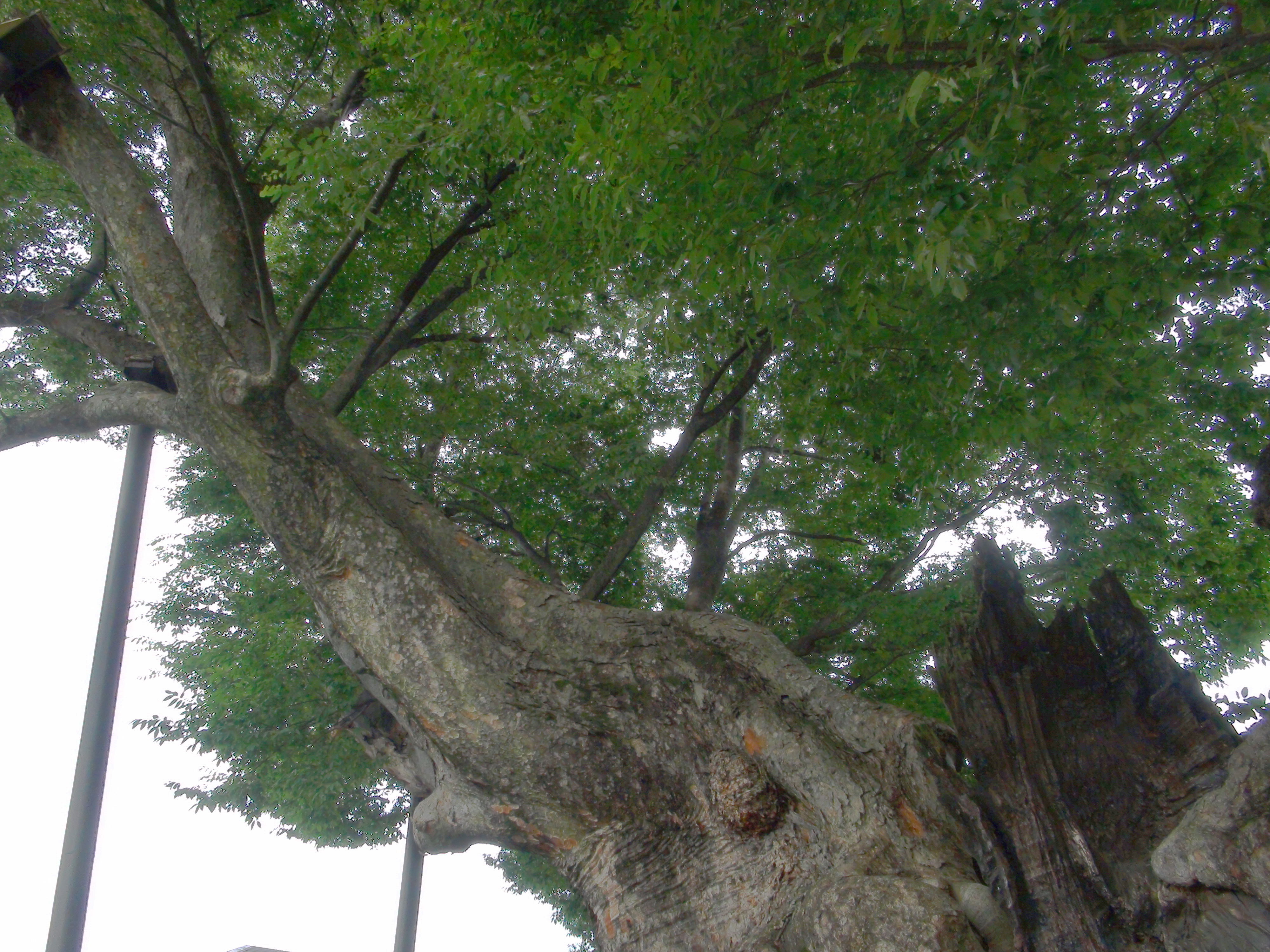
支柱に支えられている（2011年7月撮影）

三恵の大ケヤキ（みつえのおおケヤキ）は、山梨県南アルプス市寺部にある推定樹齢1000年超のケヤキの巨木である。国の天然記念物に指定されている。

## 解説
甲府盆地の西部、釜無川右岸の河岸段丘上、御勅使川扇状地東南端の標高約275メートルに位置しており、現在では周囲を住宅地と果樹園に囲まれている。三恵とは、この付近のかつての村名（三恵村）である。
古くから名木として知られており、江戸時代後期に編纂された地誌である『甲斐国志』にも記載されている。1926年（大正15年）には、「五つの枝を出し…畑の中に独立した樹であるが、遠くから眺めると林のように繁茂し…」と、当時の山梨県教育委員会史蹟名勝天然記念物調査報告書第2輯に記載されているように、離れた場所から小山の如く見える威容を誇っていた。1928年（昭和3年）11月30日に「三恵の大欅」の名称で国の天然記念物に指定。1957年（昭和32年）7月31日に指定名称が変更され、「欅」の表記がカタカナの「ケヤキ」となった。
威容を誇った三恵の大ケヤキも、老木によく見られるように幹に空洞が生じ、1959年（昭和34年）8月の台風や、落雷による火災などの被害を受けたことにより、現在では主幹の中央部が裂けて2本に分かれたように見えるが、根元を良く見れば1本の巨大な樹木であることが分かる。
1974年（昭和49年）に測定されたデータによれば、根回り16m、目通り幹囲14.65m、樹高21m、枝張り東方11m、西方5m、南方10.5m、北方16mと、大きく枝が四方に広がる巨樹である。1996年（平成8年）には地元の有志により「三恵の大ケヤキ保存会」が発足し、土壌改良、腐朽防止、支柱の設置などの取り組みが行われ、2011年7月現在では樹勢は旺盛である。
2019年、令和元年東日本台風（台風19号）の影響で一本が折れる。